# Aracê
Aracê é um distrito do município brasileiro de Domingos Martins, no interior do estado do Espírito Santo. Segundo o censo demográfico de 2022, realizado pelo Instituto Brasileiro de Geografia e Estatística (IBGE), sua população era de 8 731 habitantes e havia 3 202 domicílios particulares permanentes ocupados. Foi criado pela lei estadual nº 1.433 de 7 de junho de 1924.
De acordo com o IBGE, em 2010 a população era de 8 231 habitantes e havia 2 482 domicílios particulares.
O distrito é conhecido por ser onde estão localizados diversos bens naturais turísticos, sendo o principal deles o Pico Pedra Azul, que faz parte do Parque Estadual da Pedra Azul. Com 1 822 metros de altitude, é um dos atrativos mais conhecidos do interior capixaba. Ao lado da Pedra Azul está localizada a Pedra das Flores, que chega aos 1 909 m de altitude e é o ponto mais elevado de Domingos Martins.
Uma saliência que emana da Pedra Azul remete ao formato de um lagarto, dando origem ao nome da "Rota do Lagarto". Trata-se de um circuito turístico que começa na localidade e engloba a visitação em áreas verdes, mirantes, cachoeiras, piscinas naturais e escaladas nos paredões rochosos. Com a proximidade desses bens naturais a região concentra pousadas, hotéis, restaurantes e lojinhas de artesanato.

## História

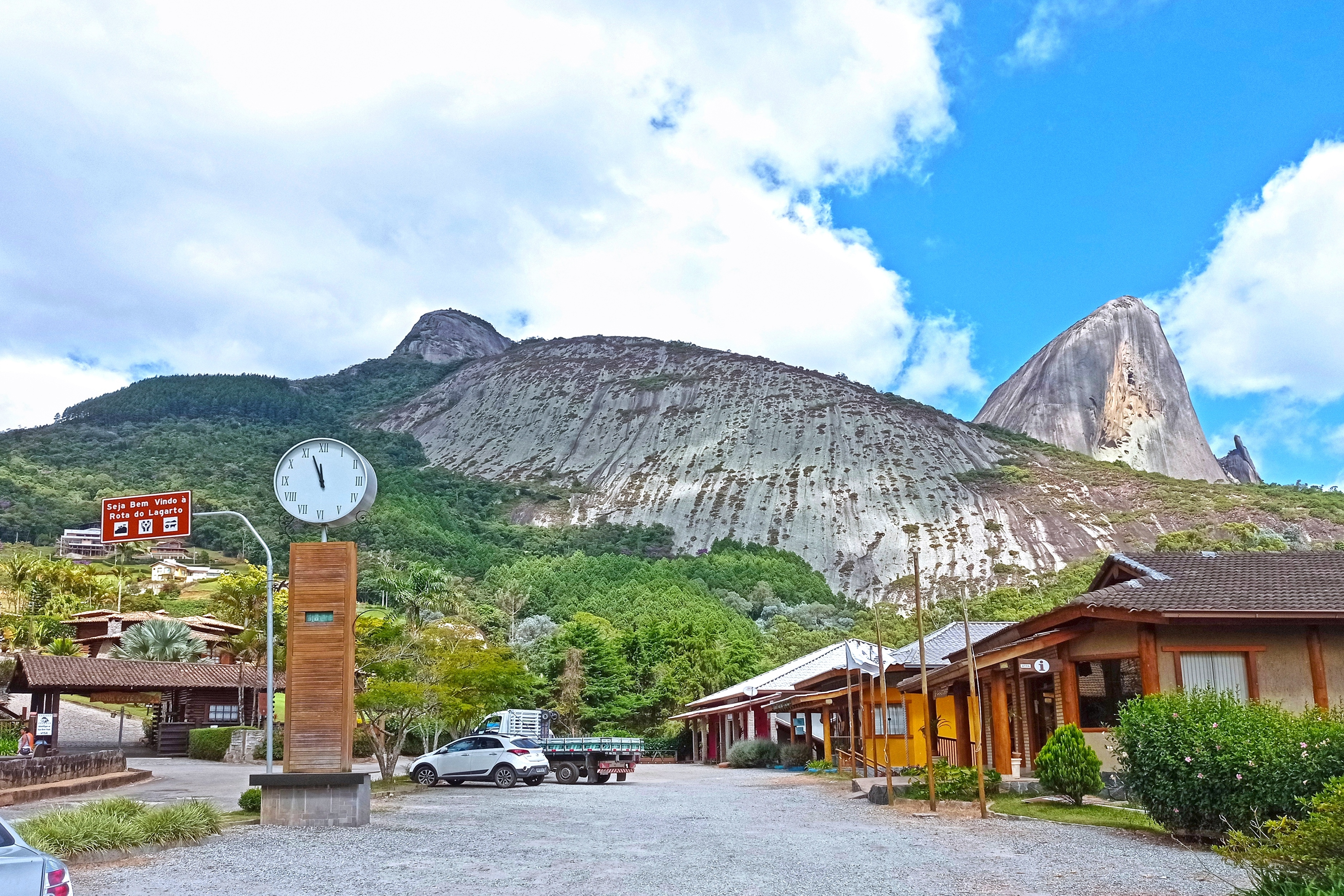
Início da Rota do Lagarto, onde estão localizadas pousadas, restaurantes e infraestrutura a turistas. É possível notar a Pedra das Flores à esquerda e a Pedra Azul à direita, da qual se sobressai a Pedra do Lagarto.

Vista do Pico Pedra Azul e da Igreja Nossa Senhora de Fátima a partir da BR-262

Inicialmente o distrito era conhecido como São Rafael e mais tarde Pedreiras. Em 31 de dezembro de 1943 o Decreto Estadual nº. 15.177 denominou o antigo distrito de Pedreiras como Aracê. O nome possui origem na língua tupi e significa “aurora, o nascer do dia, o canto matinal dos pássaros”. Apesar disso, não foram encontrados povos indígenas na região. A escolha de nomes indígenas para localidades é uma prática comum no Brasil.
Em 1816 o Governo Federal começou a construir uma ligação entre os estados de Minas Gerais e o Espírito Santo através da região serrana. Após a independência do Brasil a via passou a chamar-se Estrada de São Pedro de Alcântara em homenagem ao primeiro Imperador.
Através dessa estrada ocorreu a colonização germânica da região, no fim do século XIX, por volta do ano 1870. A chegada dos primeiros imigrantes alemães no município se deu na região de Santa Isabel e Campinho. Com o crescimento das famílias, muitos habitantes partiram em busca de melhores terras já que o interior do estado era completamente desabitado, principalmente na região serrana. Propriedades foram sendo estabelecidas ao longo da estrada. Nessa época bastava que os novos moradores ocupassem as terras devolutas para se tornarem donos, o que facilitou a expansão da colonização.
No início do século XX, por volta de 1900, apareceram na região os primeiros imigrantes italianos. A sua chegada ocorreu por caminhos diferentes dos conhecidos pelos alemães. A primeira família a chegar foi a família Canal que já havia chegado até São Floriano. Logo vieram as famílias Bravin, Greco, Módolo, Uliana, Bassani, Lorenzoni, Curbani, entre outras. Com a sua chegada a Pedreiras outras famílias foram atraídas para o local, e, com isso, foram adquirindo as propriedades dos imigrantes alemães que retornavam para a região de São Rafael. Um segundo grupo de famílias chegou e habitou a região por trás do pico da Pedra Azul, entre elas estavam as famílias Fassarella, Pizzol, Gagno, Girardi, Peterle e Gagno.
Com a colonização italiana a comunicação da região de Pedreiras com outras localidades passou a ser feita através de Matilde, em Alfredo Chaves. A única relação com São Rafael era o Cartório do Registro Civil, já que a região estava vinculada àquela localidade.  O desenvolvimento de Pedreiras se deu de forma mais rápida que São Rafael, já que a estrada imperial estava sendo abandonada.
A ligação com Minas Gerais precisava ser retomada e uma nova rodovia ligando os dois estados foi projetada pelo Governo Federal. O traçado inicial da nova rodovia procurava seguir o curso da estrada imperial, passando por São Rafael. O traçado original não passava por Aracê nem Venda Nova do Imigrante. A região era considerada intransponível para uma rodovia pela quantidade de pedras existentes. O engenheiro da Secretaria de Viação e Obras Públicas, Dr. Dido Fontes de Faria Brito, ao percorrer o trecho acabou alterando o traçado da via, deslocando-a para Aracê e Venda Nova, que já eram importantes centros comerciais regionais.
Após a pavimentação da rodovia, nos anos 60, a região começou a mudar. Uma grande área que não foi ocupada pelos imigrantes devido às dificuldades de acesso, já que estavam cercadas pelo maciço da Pedra Azul, foi transformada pelo Governo do Estado do Espírito Santo nas reservas de Pedra Azul e de Forno Grande.

## Formação rochosa

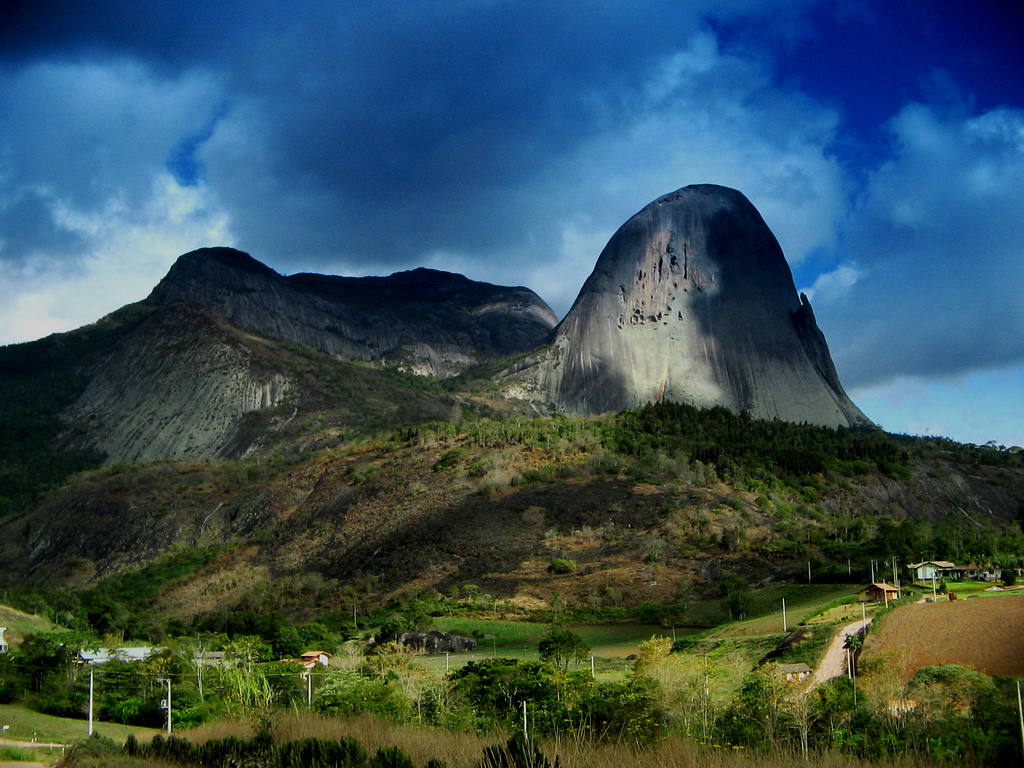
Vista do distrito de Aracê com o Pico da Pedra Azul ao fundo

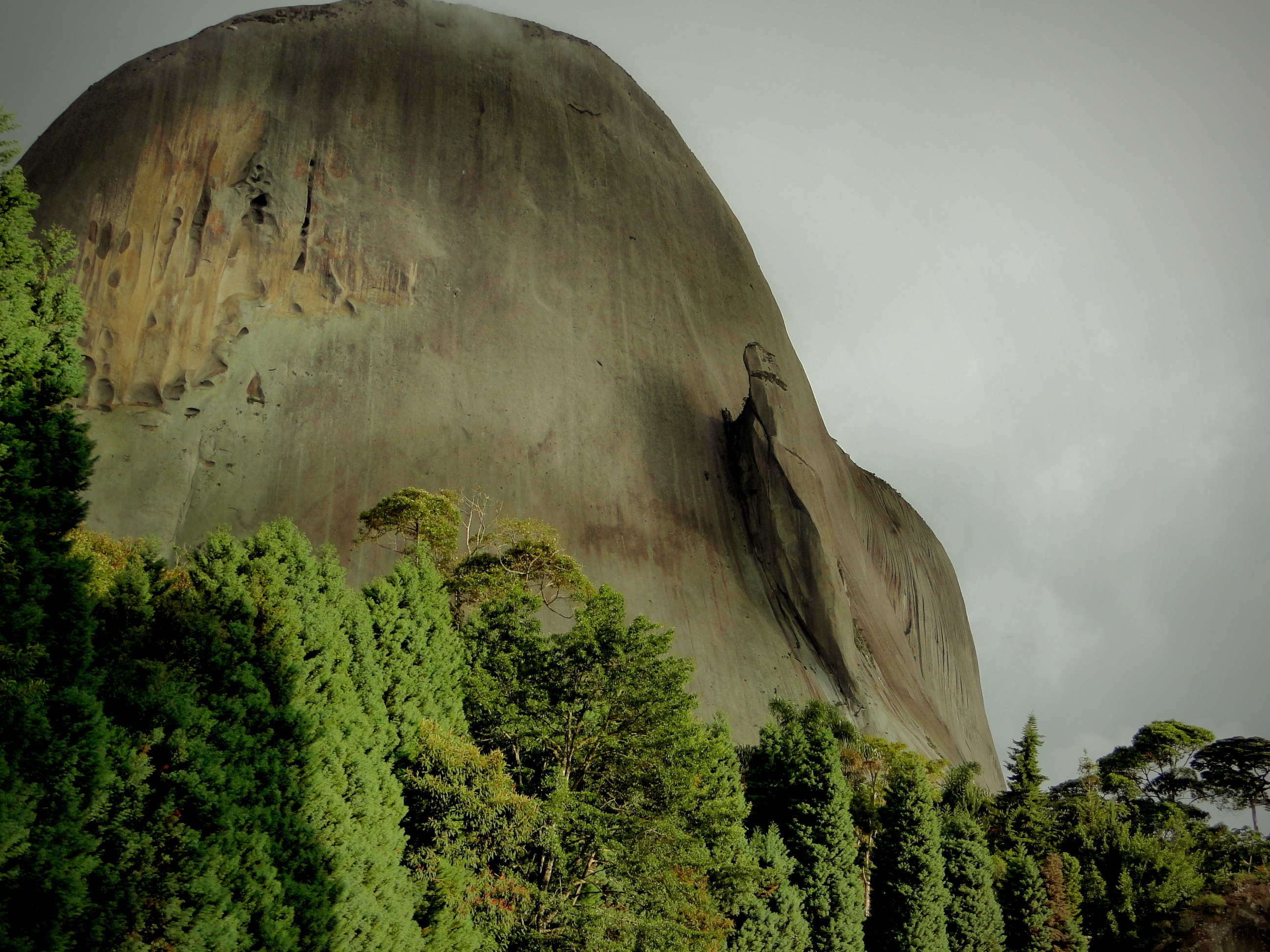
Deste ângulo é possível ver a Pedra do Lagarto na Pedra Azul

O Pico Pedra Azul é um afloramento de gnaisse com 1822m, localizado dentro do Parque Estadual da Pedra Azul.
A Pedra Azul muitas vezes adquire uma coloração azul, verde ou até amarela, graças aos líquens que crescem na pedra, sendo que esta muda de cor 31 vezes por dia, dependendo da incidência de luz solar.
O maciço de granito foi forjado pela natureza há cerca de 550 milhões de anos.
Uma saliência em forma de lagarto que parece subir na Pedra Azul é outro detalhe que chama a atenção. Recebeu, por isso mesmo, o nome de Pedra do Lagarto. O conjunto fica localizado do lado da Pedra das Flores, com 1909m. Ambos ficam localizados no Parque Estadual da Pedra Azul com 1.240 hectares de Mata Atlântica. O parque oferece aos visitantes a opção de percorrer trilhas ao longo de toda a área.
Os visitates são acompanhados por monitores e as trilhas repletas de bromélias. A floresta é rica em tatus, gambás, araras, cachorros do mato, pacas e saguis de cara branca. Há espécimes ameaçados de extinção, como veado campeiro, ouriço preto, gato do mato, anta, macuco e o macaco da espécie mono carvoeiro.
Pedra Azul do Aracê é a região do município de Domingos Martins e da região serrana do Espírito Santo onde a exploração do turismo comum, do turismo ecológico e do agroturismo encontra-se em estágio mais avançado. A infraestrutura hoteleira tem crescido para acompanhar a demanda. Há casas de chá, restaurantes, lojas de artesanato e pontos onde se comercializam os produtos agrícolas de toda a região, notadamente os morangos.

## Clima
A região de Pedra Azul possui um clima com temperaturas que variam de 27ºC no verão a 15ºC no inverno, registrando extremos de 32°C e -5°C .